# Abakanský hřbet
Abakanský hřbet (rusky Абаканский хребет) je horský hřbet v Krasnojarském kraji Ruské Federace. Táhne se od jihozápadu na severovýchod, na severu hraničí s pohořím Kuzněcký Alatau, na jihu se západním okrajem Západního Sajanu. Jižní svahy postupně klesají do Abakanské stepi. Délka hřbetu je asi 300 kilometrů, průměrná nadmořská výška se pohybuje v rozmezí 1700–1800 metrů a maximální výška je 1984 metrů.
Hřbet je tvořen zejména metamorfovanými horninami, přes které proráží žula, diorit a gabier. Abakanský hřbet tvoří rozvodí mezi řekami Abakan, Tom a Lebeď (povodí Obu). Pohoří má velmi rozčleněný středohorský reliéf. Svahy do výšky 1700 metrů pokrývá jehličnatý les, výše převládá horská tundra. Na západních svazích se těží železná ruda.